# Russell Mittermeier
Russell Alan Mittermeier (1949 - ) es un primatólogo, herpetólogo y antropólogo físico estadounidense. Es el presidente de Conservación Internacional desde 1989 y ha llevado a cabo investigaciones en más de 20 países, principalmente en Suriname, Brasil y Madagascar.
Tiene a su haber más de 400 artículos científicos y 15 libros. El trabajo de campo de Mittermeier lo ha desarrollado principalmente sobre primates, zonas protegidas y sobre conservación de especies y ecosistemas.